# Палац Емануїла Погорського

Палац Емануїла Погорського с. Івки

## Історія побудови
Палац Емануїла Погорського - частина архітертурного палацово-паркових ансамблів Хмельниччини початку ХХ століття, побудований у 1906-1908 рр. у с.Івки нині Старосинявської селищної територіальної громади Хмельницької області.
Івки (пол. Jowki)  поселення, що знаходиться на кордоні Поділля з Волинню, входило до маєтків Чорторийських з головною резиденцією в Меджибожі. В сер. 19 ст. належало Гарлінському в якого поселення купив літинський хоружий, пізніше граничний суддя летичівський — Ян  Погорський. Його онук — Емануїл (Емануєль) вибудував на місці старого двору новий палац.

## Опис палацу
Будівля палацу не була зовсім новою: архітектор використав старі мури, перебудувавши внутрішні приміщення і звівши над ними другий поверх. Палац набув майже квадратної форми. Перший поверх мав великі квадратні тридіальні вікна, увінчані сандриком у вигляді лучкового фронтону. На другому поверсі ризаліт мав два зближених вікна під одним сандриком-фронтончиком
Фасади палацу обмежені на краях ризалітами з пілястрами. Кожен із ризалітів . Середня частина чільного фасаду палацу мала п’ять вікон дуже оригінальної форми — тридільні, в горіш ній частині півкруглі з профільованим оздобленням. Три середніх — “порте-фенетре” (двері-вікна), які вели на балкон-терасу портика з балюстрадою, що спирався на чотири колони тосканського стилю, з’єднаних вгорі півкруглими арками, що подібно були оформлені до вікон другого поверху. Під портиком знаходився головний вхід до палацу. Над двома поверхами палац мав невисокий “псевдом езонін” з густо посадженими овальними віконцями, а над ним, на кронштейнах — низький чотирисхиловий дах. Палац мав триплановий устрій внутрішніх приміщень, що підкреслено ззовні середньою частиною і майже такої ширини бічними ризалітами.
За вхідними дверима — невелика вітальня з східцями на другий поверх. При її правій стороні знаходилась велика квадратна зала, а з лівої сторони вітальні — дві однакові і теж квадратні зали — Зелена і Червона. За ними подібні зали, з котрих кутова призначалася для канцелярії власника садиби, а сусідня — буфетна. Всі ці зали мали паркетну підлогу, високі фарбовані на біло двері і, окрім буфетної, багаті декоративні оздоблення. Осередком життя палацу була велика зала з стінами штучного мармуру, вся в рамках, з широким фризом і карнизом, що розділяв долішню і горішню частини стін, з гіпсовими десюдепортами (рельєфними оздобленнями) над дверима. Вздовж однієї із стін тягнувся балкон, спертий на великі висічені із мармуру консолі (кронштейни) у вигляді вомот, які покривало різблене оздоблення із стилізованого листу аканта. Балюстрада балкону також виконана із мармуру й оздоблена геометричним різбленням. Зі стелі звисала велика, на багато свічок, люстра в стилі рококо.

## Використана література
1. Афтанази Р. , Пажимський Б.О. Садибні ансамблі Старосинявщини// Поділля і Південно-Східна Волинь в роки визвольної війни українського народу середини ХVІІ століття : матеріали Всеукр. іст.-краєзнавч. наук.-практ. конф., 19 вересня 1998 р. / Ін-т історії України НАН України [та ін.]; ред.: В. А. Смолій [та ін.]. – Стара Синява: [б.в.], 1998. – С. 306-313. – (Духовні витоки Поділля).http://history.org.ua/LiberUA/PodPivdSkhVol_1998/PodPivdSkhVol_1998.pdf
2. Козельський і. За взірець побудови палацу в Івках взято віллу Барберіні і Римі// Колос. - 2015. - 31 лип. - 2015. - С. 5
3. https://www.facebook.com/groups/khm.tourist/posts/9549281878448965/
4. A.Urbański - Memento kresowe, Варшава 1929.- С. 37-39, іл. https://archive.org/details/urbanski-memento-kresowe-1929/page/37/mode/2up